# Benjamin Bremer
Benjamin „blameF“ Bremer (* 10. Juni 1997) ist ein dänischer E-Sportler in der Disziplin Counter-Strike: Global Offensive. Er spielt aktuell für das Team Fnatic.

## Karriere
Bremer begann seine professionelle Karriere 2017. Nach Stationen bei Aquiver eSports, Great Danes und Epsilon eSports wechselte er im Januar 2019 zu Heroic. Mit Heroic erzielte er einen 5.–6. Platz IEM Chicago 2019 und einen 7.–8. Platz bei der ESL Pro League Season 9. Im September 2019 wechselte er zum amerikanischen E-Sport-Clan compLexity.
Im folgenden Jahr gewann er das Blast Premier: Spring 2020 European Finals mit einem 2:1-Sieg gegen das Team Vitality. Überdies erreichte er das Halbfinale bei der DreamHack Open Anaheim 2020, der DreamHack Open Summer 2020: Europe und der IEM XV - Beijing Online: Europe. Für seine Einzelleistungen wurde er als 6. erstmals in die Liste der zwanzig besten Spieler von HLTV gewählt.
2021 siegte er bei der Spring Sweet Spring #3, zudem erreichte er den 5.–6. Rang bei der ESL Pro League Season 13 und im Funspark ULTI 2020. Nachdem er im Oktober das Team verlassen hatte, wechselte Bremer im November zur dänischen Organisation Astralis. In seinem ersten Turnier mit seinem neuen Team erreichte er bei der Blast Premier: Fall Finals 2021 den dritten Platz. Erneut wurde er als 13. in die Liste der zwanzig besten Spieler des Jahres gewählt.
2022 belegte er den zweiten Platz bei der Pinnacle Cup Championship. Zudem erreichte er das Halbfinale im Roobet Cup, der IEM Cologne 2022 und der Elisa Masters Espoo 2022. In seinem ersten Major-Turnier, dem PGL Major Antwerp 2022, erreichte er den 17.–19. Rang. Für seine Einzelleistungen bei der Pinnacle Cup Championship erhielt er erstmals eine MVP-Auszeichnung. Überdies wurde er als zwöftbester Spieler des Jahres ausgezeichnet.
Im folgenden Jahr erzielte er den 3.–4. Rang bei der IEM Cologne 2023 sowie der CS Asia Championships 2023. In diesem Jahr wurde er als 16. ebenfalls in die Liste der besten Spieler von HLTV gewählt. Im Februar 2024 wurde er bei Astralis auf die Bank gesetzt. Anschließend wechselte er im Mai 2024 zur E-Sport-Organisation Fnatic. In diesem Jahr erzielte er den zweiten Platz im FiReLEAGUE Global Final 2023 sowie den 3.–4. Rang im RES Regional Champions. Das Perfect World Major: Shanghai 2024 beendete er auf dem 23.–24. Platz.

## Erfolge
Dies ist ein Ausschnitt der Erfolge von Bremer. Da Counter-Strike in Wettkämpfen stets in Fünfer-Teams gespielt wird, beträgt das persönliche Preisgeld ein Fünftel des gewonnenen Gesamtpreisgeldes des Teams.
| Jahr | Platz | Turnier                                    | Team       | Persönliches Preisgeld |
| ---- | ----- | ------------------------------------------ | ---------- | ---------------------- |
| 2020 | 3.–4. | DreamHack Open Anaheim 2020                | compLexity | 02.000 $               |
| 2020 | 1.    | Blast Premier: Spring 2020 European Finals | compLexity | 067.000 $              |
| 2020 | 3.–4. | DreamHack Open Summer 2020: Europe         | compLexity | 01.750 $               |
| 2020 | 3.–4. | IEM XV - Beijing Online: Europe            | compLexity | 02.400 $               |
| 2021 | 1.    | Spring Sweet Spring #3                     | compLexity | 08.000 $               |
| 2021 | 3.    | Blast Premier: Fall Finals 2021            | Astralis   | 08.000 $               |
| 2022 | 2.    | Pinnacle Cup Championship                  | Astralis   | 010.000 $              |
| 2022 | 3.–4. | Roobet Cup                                 | Astralis   | 03.000 $               |
| 2022 | 3.–4. | IEM Cologne 2022                           | Astralis   | 016.000 $              |
| 2022 | 3.–4. | Elisa Masters Espoo 2022                   | Astralis   | 02.800 $               |
| 2023 | 3.–4. | IEM Cologne 2023                           | Astralis   | 016.000 $              |
| 2023 | 3.–4. | CS Asia Championships 2023                 | Astralis   | 010.000 $              |
| 2024 | 2.    | FiReLEAGUE Global Final 2023               | Fnatic     | 06.000 $               |
| 2024 | 3.–4. | RES Regional Champions                     | Fnatic     | 05.000 $               |

## Auszeichnungen
- 2020: Platz 6 der HLTV.org Bestenliste[3]
- 2021: Platz 13 der HLTV.org Bestenliste[4]
- 2022: Platz 12 der HLTV.org Bestenliste[6]
- 2023: Platz 16 der HLTV.org Bestenliste[8]